# 騎士行進曲
『騎士行進曲』（きしこうしんきょく）は、音楽ユニット・angelaの24作目のシングル。2015年4月29日にスターチャイルドから発売された。

## 概要
- 前回シングル『イグジスト』から約2か月ぶりのリリース。
- 前回の『シドニアの騎士』タイアップ時のシングル『シドニア』はA面のみタイアップ曲であったが、今シングルはA面、B面ともに『シドニアの騎士』のタイアップ曲となっている。
- 「バナナの叩き売りを極限までかっこよくしたら、こうなった」というオモコロの記事にて、この楽曲に乗せてバナナの叩き売りを行った[注 1][1]。

## 収録曲
| 全作詞: atsuko、全作曲: atsuko・KATSU、全編曲: KATSU。 |                                  |        |               |      |
| #                                                      | タイトル                         | 作詞   | 作曲・編曲    | 時間 |
| 1.                                                     | 「騎士行進曲」                   | atsuko | atsuko・KATSU | 4:42 |
| 2.                                                     | 「愛、ひと欠片」                 | atsuko | atsuko・KATSU | 5:11 |
| 3.                                                     | 「騎士行進曲」(Off Vocal Ver.)   | atsuko | atsuko・KATSU | 4:42 |
| 4.                                                     | 「愛、ひと欠片」(Off Vocal Ver.) | atsuko | atsuko・KATSU | 5:11 |
| 合計時間:                                              | 合計時間:                        | 19:46  |               |      |

## 楽曲解説
1. 騎士行進曲
『シドニアの騎士 第九惑星戦役』オープニング
  - 『シドニア』に引き続き行進曲がモチーフの楽曲。
  - 歌詞の内には「打ち砕け」や「解き放て」といった『シドニア』にて使われた言葉が使われている。
  - サビでは合唱が入っており、作詞をしたatsukoは「サビはとにかく合唱してもらいたかったので、力強さがありつつ耳馴染みが良い言葉をチョイスしました。」と語っている[2]。
  - 曲は『シドニア』に続き行進曲調になっており、MVではangelaの二人が応援団の格好をしている。
2. 愛、ひと欠片
『劇場版 シドニアの騎士』エンディング

## 収録アルバム
- 「騎士行進曲」
  - オリジナルアルバム『ONE WAY』（#12）[注 2]（2015年5月20日）
  - オリジナルアルバム『LOVE & CARNIVAL』（#4）（2016年8月31日）
  - ベスト・アルバム『angela all time best 2010-2017』（ディスク2-#7）（2018年10月24日）
- 「愛、ひと欠片」
  - ベスト・アルバム『angela all time best 2010-2017』（ディスク2-#6）（2018年10月24日）